# Wetzler
Wetzler var en svensk adelsätt som adlades den 5 november 1685, introducerades år 1686 på Sveriges Riddarhus med nummer 1071 med ättens stamfader Peter Wetzler .dä., vilken stupade i slaget vid Poltava den 29 juni 1709, varpå ätten utdog på manssidan. Hans dotter Dorotea Christina född 1689 dog 1767 och var den siste medlemmen av ätten.
Vapen: en röd sköld med balk i silver, beklädd med tre klöverblad stolpvis, med stjälkarna uppåt 

## Släkttavla
1. Henrik Wetzel. Mjölnare i Spånga i Västra Vingåkers socken i Södermanlands län. Levde 1640, men var död före 1646-01-28. Gift med N. N. Olofsdotter, dotter av Olof Persson i Foglö i Stora Malms socken Södermanlands län, en av stamfäderna för adliga ätterna Cedercrantz och Söderhielm.
  1. Peter Henriksson Wetzel, född i Västra Vingåkers socken. Student vid Uppsala universitet 1626-02-15. Vice advokatfiskal i kammarkollegium 1641-02-15. Advokatfiskal därstedes 1651-06-07. Avsked från armen 1664-10-25. Död före 1671. Gift med Catharina Thun i hennes 1:a gifte (gift 2) med häradshövdingen Tomas Clerck, adlad och adopterad Clerck, i hans 3:e gifte, född 1614, död 1682), död 1679, dotter av handlanden i Nyköping Mikael Thun och Catharina Danckwardt samt syster till kommissarien Henrik Thun, adlad Rosenström.
    1. Peter Wetzel, adlad Wetzler, född i Stockholm. Kammarpage hos riksrådet och fältmarskalken friherre Simon Grundel-Helmfelt 1672. Volontär vid  det äldre livregementet till häst 1677. Kvartermästare därstedes samma år i december. Regementsadjutant 1678-05-00. Kornett samma år i oktober. Adlad 1685-11-05 (introducerad 1668 under nr 1071). Löjtnant 1691-05-22. Ryttmästare 1696-08-21. Major 1704-01-09. Överstelöjtnant 1705-12-30. Ihjälskjuten i vagnen under reträtten från Poltava 1709-06-29 och slöt själv sin adliga ätt samt begraven i Glanshammars kyrka, Örebro län. 'Han var en man med utmärkt tapperhet och ägde mycken nåd hos konungarna Karl XI och Karl XII. Var med i slaget vid Klissov 1702-07-09 och vid ryssarnas massaker vid Punitz samma år. Hans vapen uppsattes i Glanshammars kyrka, till vilken han givit en förgylld oblatask, och efter honom gavs till samma kyrka år 1711 ett grönt sammetsaltarkläde.' Gift med sin styvsyster Dorotea Clerck, död 1709 och begraven i Örebro kyrka, dotter av häradshövdingen Tomas Clerck, adlad och adopterad Clerck och hans 2:a fru Anna Geijer född i släkten Geijer. Samtliga hans barn dog före honom, mellan åren 1693 och 1701:
      1. Catharina, född 1682, död 1745-09-28 och ligger jämte sin man begraven i Glanshammars kyrka. Gift med kaptenen Anton von Boij, född 1682, död 1734.
      2. Peter Wetzler den yngre, född 1684-02-02. Student vid Uppsala universitet 1698-01-20. Död samma år 25/8 efter hemkomsten från universitetet och begraven i Glanshammars kyrka, där ett epitafium över honom och en hans broder uppsattes.
      3. Anna Margareta, född 1684, död 1754-07-11 på Ålspånga i Bettna socken, Södermanlands län. Gift 1:o med ryttmästaren vid livregementet Erik Segerbrandt, adlad Segerhielm (adlad 1705-11-14 men ej introducerad). Slagen 1708-07-04 vid Holovzin. Gift 2:o 1712 med sin svågers kusin, med. assessorn Niklas Boij, född 1683 i Stockholm, död där 1739-01-01, brorson till assessorn Anton Boij, adlad von Boij.
      4. Magdalena Elisabet, född 1685, död 1728-03-24 och ligger jämte två små söner begraven i Glanshammars kyrka. Gift 1705 med superintendenten i Karlstad doktor Ingemund Olai Bröms, född 1669, död 1722, vars barn blevo adlade Lilliestråle.
      5. Carl Didrik, född 1687-07-23, död 1695-07-27 och begraven i Glanshammars kyrka
      6. Dorotea Christina, född 1689, död 1767 i Pingebo, den sista av namnet. Gift 1) med kaptenen Lars Peter Hogg, död 1712 före 26/11. Gift 2) med kaptenen vid dalregementet Johan Fogelgren, död 1716-11-11 i Uddevalla. Gift 3:o 1719 med majoren Hans Jakob Munck af Fulkila, född 1692, död 1778.
      7. Tomas Henrik, född 1691-02-19, död 1701-12-01 och begraven i Glanshammars kyrka
      8. Ulrika Eleonora, född 1692-07-25, död 1753-04-11. Gift 1712-08-05 med skeppskaptenen Samuel Helding, adlad Heldenhielm, född 1683, död 1721.
      9. Joakim Vellam, född 1693-10-10, död s. å. 20/10 och begraven i Glanshammars kyrka
      10. Jakob Johan, född 1695-07-13, död 1701-11-15 och begraven i Glanshammars kyrka
      11. Charlotta Petrina, född 1701, död ung.